# Jørgen Koldbæk
Jørgen Rohde Koldbæk (født 7. august 1952 i Hobro) er en dansk journalist og tidligere tv-direktør. 
Koldbæk blev uddannet fra Danmarks Journalisthøjskole og Randers Amtsavis' lokalredaktion i Hobro. Efter endt uddannelse kom han til DR, først i Aalborg, senere Provinsafdelingen i Aarhus og endelig til TV-Byen, hvor han blev ansat i kulturafdelingen. 
Han var i 1996 sammen med kollegerne Erik Stephensen, Ole Stephensen og Michael Meyerheim stifter af Skandinavisk Filmkompagni (SFK). Sammen med Erik Stephensen udgjorde han selskabets direktion, også efter stifterne solgte SFK til JP/Politikens Hus i 2005. Da bladhuset i januar 2010 solgte selskabet videre til Monday Media, forlod Jørgen Koldbæk ledelsen, og virker nu som selvstændig konsulent.
Som producent står Jørgen Koldbæk bag en række af dansk tv's største successer igennem 1980'erne og 1990'erne, bl.a. Kanal 22, Lørdagskanalen, Eleva2ren (i samarbejde med bl.a. Erik Stephensen og Karen Thisted) og Go' Morgen Danmark, ligesom han sammen med den mangeårige samarbejdspartner Erik Stephensen har udviklet flere tv-koncepter af så forskellig karakter som quizzen Stjernetegn og DR2s Deadline. En sjælden optræden foran kameraet oplevedes i DR2-programmet Smagsdommerne.
Koldbæk trak sig efter salget af Skandinavisk Film Kompagni tilbage. I dag har han både bolig i både Aarhus og Skagen, og er bestyrelsemedlem i Aarhus Festuges og Refugiet Klitgaardens Venner i Skagen .